# Warczewiczella
Warczewiczella is een geslacht van orchideeën uit de onderfamilie Epidendroideae, afgescheiden van het geslacht Chondrorhyncha.
Het zijn kleine epifytische planten van tropische regenwouden uit Midden- en Zuid-Amerika, met in verhouding grote bloemen voorzien van een opvallende callus op de bloemlip en naar achter teruggeslagen kelkbladen.

## Naamgeving en etymologie
De botanische naam Warczewiczella verwijst naar Józef Warszewicz Ritter von Rawicz (1812-1866), een Pools botanicus. De drie orthografische varianten op de schrijfwijze, Warczewiczella (de meest gebruikte), Warscewiczella en Warszewiczella zijn om onbekende reden door Reichenbach zelf geïntroduceerd, terwijl enkel de laatste een correcte latinisering van de naam 'Warszewicz' is.

## Kenmerken

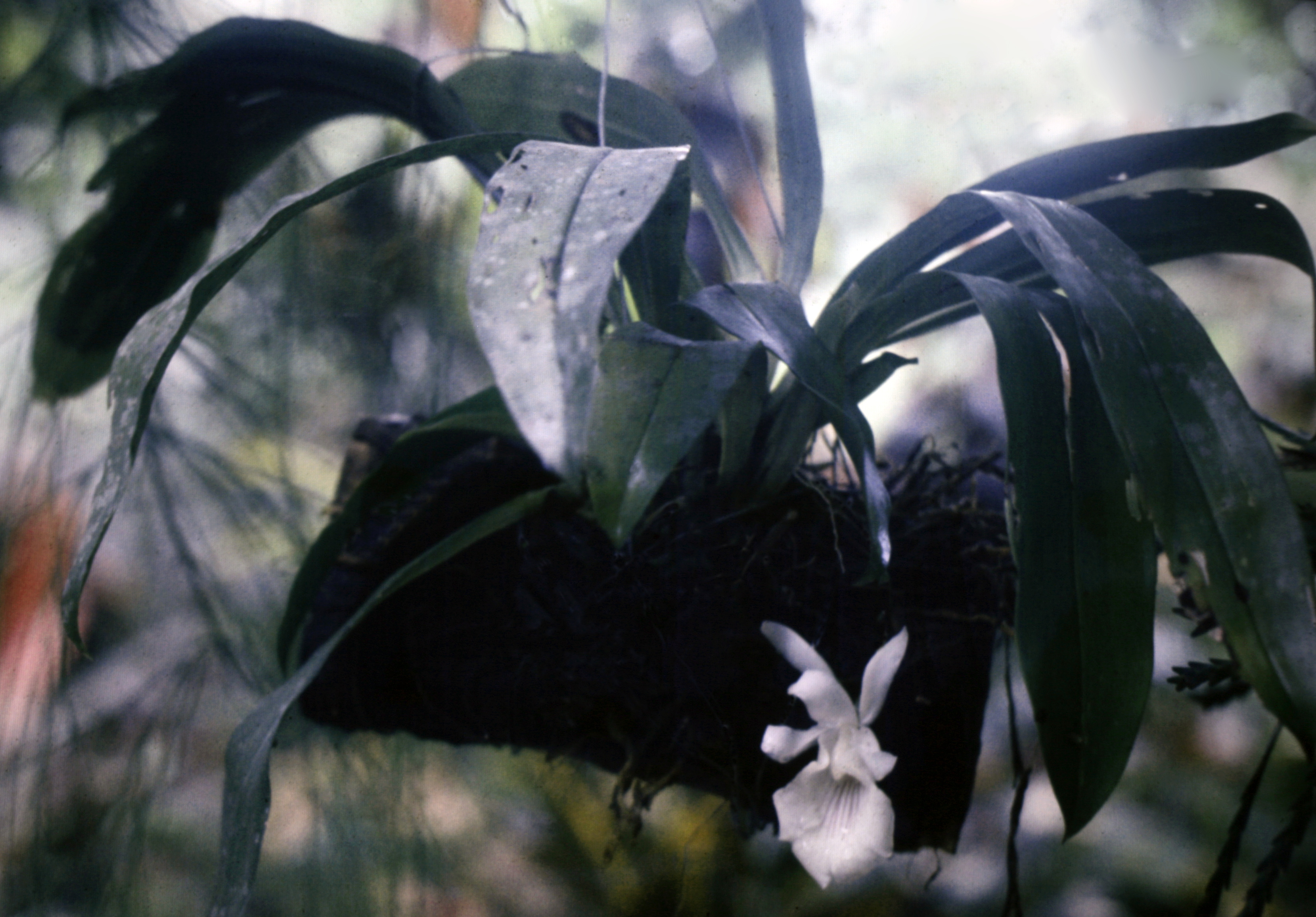
W. amazonica, habitus

Warczewiczella-soorten zijn kleine epifytische planten met een sympodiale groei, zonder pseudobulben, met twee rijen elkaar overlappende, waaiervormige geplaatste lijnvormige tot lancetvormige bladeren, en één okselstandige, opstaande of overhangende, eenbloemige bloeistengel.
De bloemen zijn relatief groot, meestal wit en paars gekleurd, met teruggebogen en opgerolde kelkbladen, die soms een vals spoor vormen. De half-buisvormige bloemlip omvat het gynostemium en draagt aan de basis een dik, gegroefd callus met enkele tot verscheidene richels. Het gynostemium is spoelvormig, ongevleugeld of met kleine vleugels, met een korte, getande voet, een spleetvormige stempel, een tandvormig rostellum en vier gelijkvormige pollinia verbonden met een schildvormig viscidium.

## Habitat en verspreiding
Warczewiczella-soorten groeien in bomen in vochtige tropische laaglandregenwouden uit het Amazonestroomgebied en lagere montane regenwouden van Midden- en Zuid-Amerika, voornamelijk in Brazilië, Suriname, Venezuela, Colombia, Ecuador, Peru, Costa Rica, Cuba, Honduras en Panama.

## Taxonomie
Warczewiczella werd in 1959 door Schultes en Garay samengevoegd met het zustergeslacht Cochleanthes, maar DNA-onderzoek uit 2005 door Whitten et al. steunt het apart houden van beide geslachten, weliswaar zonder de soort W. picta, die bij het geslacht Stenotyla wordt gevoegd.
Het geslacht omvat daardoor elf soorten. De typesoort is Warczewiczella discolor.

### Soorten
- Warczewiczella amazonica Rchb.f & Warscew (1854) (= Cochleanthes amazonica (Rchb.f & Warsc.) R.E. Schult. & Garay (1959))
- Warczewiczella candida Rchb.f (1852) (= Cochleanthes candida(Lindl.) R.E. Schult. & Garay (1959))
- Warczewiczella discolor (Lindl.) Rchb.f. (1852) (= Warrea discolor Lindl. (1849))
- Warczewiczella guianensis (Lafontaine, Gerlach & Senghas) Dressler (2005) (= Cochleanthes guianensis Lafontaine, Gerlach & Senghas (1991))
- Warczewiczella ionoleuca (Rchb. f.) Schltr. (1920) (= Cochleanthes ionoleuca (Rchb. f.) R.E. Schult. & Garay (1959))
- Warczewiczella lipscombiae (Rolfe) Fowlie (1969) (= Cochleanthes lipscombiae (Rolfe) Garay (1969))
- Warczewiczella lobata (Garay) Dressler (2005) (= Cochleanthes lobata Garay (1969))
- Warczewiczella marginata Rchb. f. (1852) (= Cochleanthes marginata (Rchb. f.) R.E. Schult. & Garay (1959))
- Warczewiczella palatina (Senghas) Dressler (2005) (= Cochleanthes palatina Senghas (1990))
- Warczewiczella timbiensis P.Ortiz (2005)
- Warczewiczella wailesiana(Lindl) E. Morren (1878) (= Cochleanthes wailesiana (Lindl.) R.E. Schult. & Garay (1959))